# 馬吻柯氏鰍
馬吻柯氏鰍為輻鰭魚綱鯉形目鰍科的其中一種，為熱帶淡水魚，分布於亞洲婆羅洲淡水流域，體長可達5.2公分，棲息在沉積物、褐色水質的底層水域，生活習性不明。

## 扩展阅读
維基物種上的相關：馬吻柯氏鰍